# Journal de Gourgaud
Le Journal de Gourgaud est un journal écrit par le général Gourgaud dans lequel celui-ci a recueilli les mémoires de Napoléon Bonaparte au cours d'entretiens avec l'Empereur entre juin 1815 et mars 1818, lors de son séjour à Sainte-Hélène.
Son importance a été souligné par tous les historiens de Lord Rosebery à Octave Aubry.

## Présentation du journal
Le Journal de Gourgaud, qui est l'œuvre la plus importante du général Gourgaud, a été publié pour la première fois en 1899 par Emmanuel de Grouchy et Antoine Guillois. C'est une source précieuse pour l'étude de la bataille de Waterloo et de la captivité de Sainte-Hélène. En 1933, Octave Aubry a entrepris une nouvelle édition du Journal de Gourgaud, qui a paru en 1944.

## Critiques
René Doumic décrit ainsi le journal de Gourgaud « Ce sont des notes jetées sur le papier au jour le jour, sans ordre, sans arrangement, sans souci de littérature, sans dessein de publicité ; les conversations les plus importantes y ont été résumées aussitôt qu’entendues, les détails les plus insignifiants de la vie journalière y ont été consignés avec le même soin ; elles nous introduisent ainsi au cœur même de l’existence de Sainte-Hélène, et nous font pénétrer au plus intime de la pensée de Napoléon »
Pour Lord Rosebery, auteur d'une biographie de Napoléon en 1900, « le seul et capital témoignage de la vie à Sainte-Hélène est le Journal de Gourgaud ».
Octave Aubry écrit à propos du Journal « l'on ne connaît pas Napoléon si l'on n'a pas lu le Journal de Gourgaud… Remarque essentielle : son journal n'a pas été écrit pour être publié. Il l'a tracé pour soi-même, afin de se souvenir plus tard… D'où cet accent incomparable, cette prodigieuse liberté, cette véracité unique ».
Selon la Nouvelle bibliographie critique des mémoires sur l'époque Napoléonienne de Jean Tulard, « moins soucieux que Las Cases de l'effet littéraire ... son journal est plus vivant, de chronologie plus sûre, et plus précis. Aucun des écrivains de Sainte-Hélène n'a rendu comme Gourgaud l'accent et le geste du maître ; et parfois, à sa fidélité se joint un sens réel du pittoresque et de la vie  ».

## Éditions
- Sainte-Hélène: journal inédit de 1815 à 1818, Emmanuel de Grouchy et Antoine Guillois, 2 tomes, Flammarion, 1899, réédité en 2009 par LACF Éditions.
- Journal de Sainte-Hélène, 1815-1818, préface et notes par Octave Aubry, 1944.
- Général Gourgaud, Journal intégral, Jacques Macé (prés.), éditions Perrin, coll. La Bibliothèque de Sainte-Hélène, 2019.